# Jerzy Pachymeres
Jerzy Pachymeres (gr.: Γεώργιος Παχυμέρης; 1243 – ok. 1310) – bizantyński polihistor: historyk, filozof, prawnik, filolog, autor Dziejów współczesnych pracy obejmującej historię Cesarstwa Bizantyńskiego w latach 1260-1308.

## Życie
Jerzy Pachymeres urodził się w 1243 roku w stolicy Cesarstwa Nicejskiego, Nicei, w Bitynii. Po odzyskaniu przez Greków Konstantynopola, przeniósł się tam w 1262 roku i oddał się trwającym do 1267 roku studiom. Jako osoba wszechstronnie wykształcona piastował potem wysokie urzędy państwowe i kościelne (didáskalosa tou apostolou, protedíkosa). Po jego śmierci napisanym heksametrem utworem poetyckim uczcił go jego uczeń Manuel Files.

## Twórczość
Najwybitniejszym utworem Pachymeresa są Dzieje współczesne (Syngraphikáj historíaj), praca historyczna w 13 księgach, obejmująca lata 1260-1308, a we wstępie sięgająca roku 1255. Autor poświęcił 6 ksiąg panowaniu cesarza Michała VIII Paleologa, a kolejne 7 jego synowi Andronikowi II Paleologowi, stąd jego dzieło znane też jest pod tytułem: O Michale i Androniku Paleologach (De Michaele et Andronico Paleologis libri XIII). Dzieje współczesne przynoszą obszerną panoramę dziejów Bizancjum oraz sąsiadujących z nim Bułgarii i Serbii, stanowi też cenne źródło do poznania wschodniej polityki węgierskich Arpadów. Pachymeres nawiązując do pracy swego przyjaciela Jerzego Akropolitesa, sporo miejsca poświęca sporom teologicznym, dogmatycznym, a zwłaszcza zawartej w 1274 roku unii lyońskiej. Relacja napisana żywym, archaizującym stylem, przetykana jest cytatami z Homera, Pindara i z dialogów Platona. Dzieje współczesne zachowały się w ponad 10 rękopisach. W XIV wieku styl Pachymeresa naśladował Nikefor Gregoras.
Pachymeres napisał ponadto pracę na temat systemu szkolnictwa bizantyńskiego zatytułowaną Quadrivium (Sýntagma ton tessáron mathemáton), zarys filozofii Arystotelesa, sparafrazował  Listy Dionizego Areopagity. Był ponadto autorem Żywota Manuela Holobola, utworów retorycznych Progymnasmata, 13 mów na zadane tematy polityczne, prawne i moralne i 9 pieśni O sobie samym (Perí heautú).